# Adrian Tchaikovsky
Adrian Czajkowski (menționat ca Adrian Tchaikovsky în cărțile sale; n. 14 iunie 1972, Woodhall Spa⁠(d), East Lindsey, Anglia, Regatul Unit) este un autor britanic de literatură de fantezie și science fiction. Este cunoscut mai ales pentru seria sa Shadows of the Apt și pentru romanul său Copiii timpului.
Romanul lui Tchaikovsky Copiii timpului a primit cel de-al 30-lea premiu Arthur C. Clarke la 24 august 2016 la o ceremonie desfășurată la Londra și a fost lăudat „pentru „abordarea unor teme importante - zei, mesianică, inteligență artificială, extraterestră - cu brio”.

## Biografie
Adrian Tchaikovsky s-a născut în Woodhall Spa, Lincolnshire. A studiat zoologia și psihologia la Universitatea din Reading. Apoi s-a calificat ca avocat și a început să practice avocatura la Reading si Leeds, unde locuiește in prezent. Din decembrie 2018 a devenit scriitor cu normă întreagă.
Locuiește în Leeds cu soția și fiul său.
În 2008, după cincisprezece ani de încercări de a fi publicat, romanul lui Tchaikovsky Empire in Black and Gold a fost publicat de Tor Books (Marea Britanie) – o editură a grupului Pan Macmillan – în Regatul Unit. Seria a fost preluată ulterior pentru publicare în America de către Pyr Books. Tchaikovsky și-a exprimat dorința ca edițiile poloneze ale romanelor sale să fie tipărite sub numele său real  dar și acestea au folosit numele „Tchaikovsky”. 
La 23 ianuarie 2019, Tchaikovsky a primit un doctorat onorific în arte din partea Universității din Lincoln.

## Premii și nominalizări
Tchaikovsky a primit următoarele premii literare și nominalizări:
- 2016: Premiul Arthur C. Clarke pentru Copiii timpului (câștigător) [7]
- 2017: British Fantasy Award - Cel mai bun roman fantastic pentru The Tiger and the Wolf (câștigător) [18]
- 2019: Premiul BSFA pentru cel mai bun roman pentru Copiii distrugerii (câștigător)

## Lucrări scrise

### SeriaShadows of the Apt
Seria are loc într-un univers fictiv populat de diferite „genuri” ("kinden"). Fiecare gen este o rasă fictivă de oameni, numită după (și având anumite caracteristici ale) unei insecte. Sunt de obicei împărțiți în două categorii: „Apt” și „Inapt”. Apții nu au abilități magice, dar sunt capabili să înțeleagă, să utilizeze și să proiecteze dispozitive mecanice. Inapții au cantități variate de abilități magice, dar nu pot utiliza dispozitive mecanice, chiar și cele mai simple zăvoare nu le pot folosi. Seria se concentrează pe încercarea de cucerire a Lowlands de către imperiul Wasp-kinden.

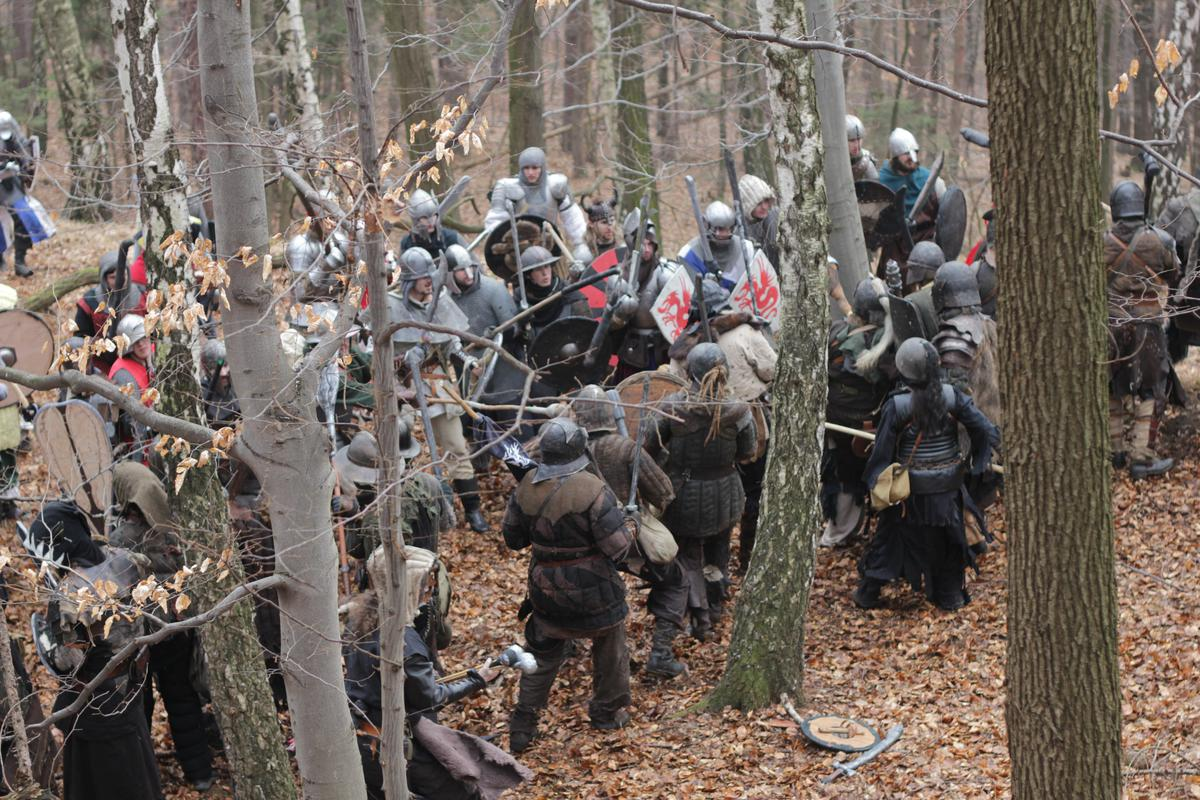
Joc de rol live-action

Tchaikovsky a dezvăluit povestea din spatele seriei într-un eseu online intitulat "Entering the Shadows" pe Upcoming4.me. 
În timp ce studia la Universitatea din Reading, a condus un joc de rol numit Bugworld. Joculera despre oamenii-insectă din Lowlands, sub amenințarea Imperiului Viespei. Din acest scenariu original, întreaga serie de cărți s-a dezvoltat.
Tchaikovsky încă folosește jocuri de rol pentru a-și construi poveștile, dar acum folosește și jocuri de rol de acțiune live (LARP), care ajută la descrierea numeroaselor secvențe de acțiune și luptă din cărțile sale. În prezent, Adrian este implicat în jocul LARP⁠(d) Empire.

#### Romane
Lista romanelor din serie este următoarea:  
- Empire in Black and Gold (2008), ISBN: 978-0-230-73646-7
- Dragonfly Falling (2009), ISBN: 978-0-230-70415-2
- Blood of the Mantis (2009), ISBN: 978-0-230-70416-9
- Salute the Dark (2010), ISBN: 978-0-330-51144-5
- The Scarab Path (2010), ISBN: 978-0-330-51145-2
- The Sea Watch (2011), ISBN: 978-0-330-51146-9
- Heirs of the Blade (2011), ISBN: 978-0-230-75699-1
- The Air War (2012), ISBN: 978-0-230-75700-4
- War Master's Gate (2013), ISBN: 978-0-230-75701-1
- Seal of the Worm (2014), ISBN: 978-0-230-77001-0

### SeriaCopiii timpului

#### Copiii timpului
Romanul științifico-fantastic Children of Time (2015), ISBN: 978-1447273288, descrie o expediție umană pe o planetă îndepărtată, terraformată. Expediția încearcă să introducă o specie de maimuță în această nouă lume, împreună cu un nanovirus conceput să ridice aceste maimuțe la nivelurile de simțire și inteligență umană în câteva sute de ani. Acest plan eșuează, o generație viitoare de oameni interacționează cu o super-specie de păianjeni simțitori; povestea urmărește păianjenul Portia și speciile ei în timp ce acestea evoluează.

#### Copiii distrugerii
O continuare a Copiilor timpului, intitulată Copiii distrugerii, a fost publicată în 2019.  O misiune de terraformare similară cu cea descrisă în Copiii timpului întâlnește viață extraterestră într-un sistem planetar nou descoperit.

### Bioforms

#### Dogs of War
Dogs of War - Câinii războiului este un roman de acțiune SF speculativ. (ed. Head of Zeus, 2017),ISBN: 9781786693884

#### Bear Head
Bear Head este un roman care are loc pe planeta Marte parțial terraformată. (ed. Head of Zeus, 2021),ISBN: 978-1800241541

### Romane independente

#### Guns of the Dawn
Guns of the Dawn este povestea unui soldat obișnuit în război, într-o lume cu tehnologia muschetelor plus puțină magie. (2015),ISBN: 9780230770034

#### Spiderlight
Spiderlight este un roman fantastic publicat de Tor.com în 2016. ISBN: 9780765388360

#### Cușca sufletelor
Cage of Souls este un roman science fiction. (ed. Head of Zeus, 2019), ISBN: 978-1788547246. În această carte, Stefan Advani - unul dintre ultimii oameni rămași - descrie călătoria sa periculoasă prin peisajele variate ale unui Pământ străvechi, pe moarte.

#### Ușile Edenului
The Doors of Eden este un roman științifico-fantastic despre Pământuri paralele. (2020), ISBN: 978-1509865888.

### SeriaAfter the War
Redemption's Blade (Solaris Books, 2018),ISBN: 9781781085790, este prima carte dintr-o serie cu mai mulți autori. Seria a fost continuată cu Salvation's Fire de Justina Robson - publicată la 4 septembrie 2018.

### SeriaEchoes of the Fall
Aceasta este o serie de fantezie din epoca fierului într-o lume populată de diverse clanuri de schimbători de formă.
- The Tiger and the Wolf - Tigrul și lupul (2016),ISBN: 9780230770065
- The Bear and the Serpent - Ursul și șarpele (2017),ISBN: 9781509830220
- The Hyena and the Hawk - Hiena și șoimul (2018),ISBN: 9781509830268

### Nuvele
- Ironclads (Solaris Books, 2017), ISBN: 978-1781085684
- The Expert System's Brother (Tor.com, 2018), ISBN: 9781250197566. Povestea este spusă de un membru al unei specii umanoide care trăiește în simbioză cu flora asemănătoare junglei unei lumi extraterestre, o relație întreținută și reglementată de rămășițele unei tehnologii avansate de origine misterioasă.
- Walking to Aldebaran (Solaris Books, 2019), ISBN: 9781781087060. Această carte descrie experiențele unui membru britanic al unei misiuni spațiale internaționale care a rămas blocat într-o lume vastă, asemănătoare unui labirint, plină de forme de viață extraterestră care, de asemenea, sunt pierdute în pasajele sale aparent nesfârșite.
- Made Things (Tor.com, 2019), ISBN: 9781250232991
- Firewalkers (Solaris Books, 2020), ISBN: 9781781088487. Această carte spune povestea unor copii curajoși, dar consumabili, care furnizează apă și putere ultra-bogaților care așteaptă să scape de pe un Pământ în flăcări.
- The Expert System's Champion (Tor.com, 2021),ISBN: 978-1250766397
- One Day All This Will Be Yours - Într-o zi, toate acestea vor fi ale voastre (Solaris Books, 2021), ISBN: 978-1781088746. Această poveste este relatată din perspectiva unui soldat în Războiul Cauzalității care a ajuns până la sfârșitul timpului.

### Povestiri
- Feast and Famine (New Con Press, 2013), ISBN: 978-1907069543. Colecție de povestiri care conține: "Feast and Famine", "The Artificial Man", "The Roar of the Crowd", "Good Taste", "The Dissipation Club", "Rapture", "Care", "2144 and All That", "The God Shark" și "The Sun in the Morning".
- "The Final Conjuration" în Two Hundred and Twenty-One Baker Streets: An Anthology of Holmesian Tales Across Time and Space (Abaddon Books, 2014) ISBN: 978-1781082225, colecție de povestiri cu Sherlock Holmes
- "Where the Brass Band Plays" în Urban Mythic 2 (Alchemy Press, 2014), ISBN: 978-0-9573489-9-8[24]
- "Shadow Hunter" în Grimdark Magazine, nr. #1[25]